# Törpe mosómedve
A törpe mosómedve vagy cozumel-szigeti mosómedve (Procyon pygmaeus) az emlősök (Mammalia) osztályának ragadozók (Carnivora) rendjébe, ezen belül a mosómedvefélék (Procyonidae) családjába tartozó faj.

## Rendszertani besorolása és kifejlődése
Ezt az állatot 1901-ben, Clinton Hart Merriam amerikai zoológus különítette el a Procyon lotor hernandezii-tól; szintén ő írta le és nevezte meg. 2003 és 2005 között Kristofer Helgen és Don Ellis Wilson amikor összeállították a „Mammal Species of the World” harmadik kiadását, Merriamot követve harmadik fajként tüntetik fel a törpe mosómedvét. Az archeológia szerint a cozumel-szigeti maják kis méretű mosómedvéket tartottak, nagy valószínűséggel e fajbeli példányokat.
A Cozumel-sziget körülbelül 122 000 éve, a pleisztocén kor vége felé vált le a kontinensről. A genetikai eltérések pedig azt mutatják, hogy a törpe mosómedve és a mosómedve körülbelül 69-26 ezer évvel ezelőtt váltak ketté.

## Előfordulása
Kizárólag a Mexikóhoz tartozó Cozumel-szigeten fordul elő, ami a Yucatán-félsziget közelében fekszik.

## Megjelenése
A törpe mosómedve egyik példája az izolált zsugorodásnak; fej-testhossza 58-82 centiméter, farokhossza 23-26 centiméter és testtömege 3–4 kilogramm; ezekkel a méretekkel körülbelül 18%-kal kisebbek, mint a mosómedve yucatáni alfaja. A hím 20%-kal nagyobb a nősténynél. Farka aranysárga színű. Ennek az állatnak 40 darab foga van; a fogképlete a következő: {\displaystyle {\tfrac {3.1.4.2}{3.1.4.2}}}.

## Életmódja
Rákokat, gyümölcsöt, békákat, gyíkokat és rovarokat fogyaszt. A csoport létszámáról keveset tudunk. Úgy, gondolják, hogy magányos és néha családi csoportokban él a nőstény kölykeivel. Főleg a mangroveerdőket és a homokos partokat részesíti előnyben. Nem területvédő; egy négyzetkilométeren akár 17-27 egyed is élhet, bár ezek nem törődnek egymással.

## Szaporodása
Habár igen keveset tanulmányozták ezt a szigeti ragadozót, a kutatók feltételezik, hogy évente kétszer is szaporodik; egyszer november-január között, és másodszor nyáron.

## Természetvédelmi állapota
Az Természetvédelmi Világszövetség (IUCN) Vörös listáján a törpe mosómedve a súlyosan veszélyeztetett faj kategóriában tartozik. A felmérések szerint 2008-ban, csak 250-300 egyed létezett ebből a fajból.

### Fordítás
- Ez a szócikk részben vagy egészben  a   Cozumel raccoon című angol Wikipédia-szócikk ezen változatának fordításán alapul.  Az eredeti cikk szerkesztőit annak laptörténete sorolja fel. Ez a jelzés csupán a megfogalmazás eredetét és a szerzői jogokat jelzi, nem szolgál a cikkben szereplő információk forrásmegjelöléseként.